# Showrak
Showrak é uma cidade do Afeganistão, localizada na província de Balkh.